# Ophiogomphus aspersus
Ophiogomphus aspersus – gatunek ważki z rodziny gadziogłówkowatych (Gomphidae). Występuje na terenie Ameryki Północnej.